# 龜甲龍
龜甲龍，又稱象腳，薯蕷科薯蕷屬植物。

## 物種
- 南非龜甲龍（學名： (L'Her.) Engl.），原產於南非開普敦省，為冬季生長型，但因為適應環境會有所改變，有好多都有在30度或以上環境能保持良好的生長。[1]
- 墨西哥龜甲龍（學名：Dioscorea elephantipes (L'Her.），原產於墨西哥，為夏季生長型。